# 河南町立中学校
河南町立中学校（かなんちょうりつちゅうがっこう）は、大阪府南河内郡河南町にある公立中学校。河南町唯一の中学校である。従来の河南町の4中学校を統合して、1958年に発足した。

## 沿革
- 1958年9月1日 - 河南町内の4中学校を統合し設立。
- 1982年 - 文部省から英語教育の研究校に指定される。
- 1986年 - 文部省から格技の研究校に指定される。
- 1989年 - 格技指導で文部省から表彰を受ける。
- 1997年 - 大阪府教育委員会から教育課程の研究校に指定される。
- 2002年1月8日 - 現在地へ移転。

## 通学区域
- 南河内郡河南町 全域。

## 交通
- 4市町村コミバス河内線・白木線 「河南町役場前」バス停下車すぐ。
- 近鉄長野線 富田林駅 南東へ約3.8km。